# Maria Suelen Altheman
Maria Suelen Altheman, née le 12 août 1988 à Amparo, est une judokate brésilienne en activité évoluant dans la catégorie des plus de 78 kg.

## Biographie
Elle participe aux Jeux olympiques d'été de 2012 à Londres où elle perd le match pour la médaille de bronze contre la Chinoise Tong Wen.
Aux Championnats du monde de judo 2013 à Rio de Janeiro, elle est médaillée d'argent après avoir été battue en finale par la Cubaine Idalys Ortíz.

## Palmarès

### Compétitions internationales
| Année | Compétition                | Lieu           | Résultat | Catégorie         |
| ----- | -------------------------- | -------------- | -------- | ----------------- |
| 2005  | Championnats panaméricains | Caguas         | 3e       | Plus de 78 kg     |
| 2010  | Championnats panaméricains | San Salvador   | 3e       | Plus de 78 kg     |
| 2010  | Championnats panaméricains | San Salvador   | 3e       | Toutes catégories |
| 2011  | Championnats panaméricains | Guadalajara    | 3e       | Plus de 78 kg     |
| 2011  | Jeux panaméricains         | Guadalajara    | 3e       | Plus de 78 kg     |
| 2012  | Championnats panaméricains | Montréal       | 3e       | Plus de 78 kg     |
| 2013  | Championnats du monde      | Rio de Janeiro | 2e       | Plus de 78 kg     |
| 2014  | Championnats panaméricains | Guayaquil      | 2e       | Plus de 78 kg     |
| 2014  | Championnats du monde      | Tcheliabinsk   | 2e       | Plus de 78 kg     |
| 2015  | Jeux panaméricains         | Toronto        | 3e       | Plus de 78 kg     |
| 2016  | Championnats panaméricains | La Havane      | 2e       | Plus de 78 kg     |
| 2019  | Championnats panaméricains | Lima           | 2e       | Plus de 78 kg     |
| 2020  | Championnats panaméricains | Guadalajara    | 1re      | Plus de 78 kg     |
| 2021  | Championnats du monde      | Budapest       | 3e       | Plus de 78 kg     |

### Tournois Grand Chelem et Grand Prix
| Année | Compétition                          | Lieu              | Résultat | Catégorie     |
| ----- | ------------------------------------ | ----------------- | -------- | ------------- |
| 2010  | Grand Slam Rio de Janeiro            | Rio de Janeiro    | 2e       | plus de 78 kg |
| 2011  | Grand Prix Amsterdam                 | Amsterdam         | 1re      | plus de 78 kg |
| 2012  | Grand Slam de Moscou                 | Moscou            | 1re      | plus de 78 kg |
| 2012  | Grand Slam Abu Dhabi                 | Abu Dhabi         | 2e       | plus de 78 kg |
| 2012  | Grand Slam Tokyo                     | Tokyo             | 3e       | plus de 78 kg |
| 2013  | Grand Prix de Düsseldorf             | Düsseldorf        | 1re      | plus de 78 kg |
| 2013  | Grand Slam de Bakou                  | Bakou             | 1re      | plus de 78 kg |
| 2013  | Masters mondial de judo              | Tioumen           | 2e       | plus de 78 kg |
| 2013  | Grand Slam de Moscou                 | Moscou            | 1re      | plus de 78 kg |
| 2014  | Grand Prix Samsun                    | Samsun            | 3e       | plus de 78 kg |
| 2014  | Grand Slam de Tioumen                | Tioumen           | 3e       | plus de 78 kg |
| 2016  | Grand Prix Düsseldorf                | Düsseldorf        | 1re      | plus de 78 kg |
| 2016  | Grand Prix Tbilissi                  | Tbilissi          | 2e       | plus de 78 kg |
| 2016  | Grand Slam Abu Dhabi                 | Abu Dhabi         | 1re      | plus de 78 kg |
| 2017  | Grand Prix Tbilissi                  | Tbilissi          | 2e       | plus de 78 kg |
| 2017  | Grand Slam Abu Dhabi                 | Abu Dhabi         | 3e       | plus de 78 kg |
| 2017  | Grand Slam Tokyo                     | Tokyo             | 3e       | plus de 78 kg |
| 2017  | Masters mondial de judo              | Saint Petersbourg | 3e       | plus de 78 kg |
| 2018  | Tournoi Grand Chelem d'Ekaterinbourg | Ekaterinbourg     | 2e       | plus de 78 kg |
| 2018  | Grand Prix Hohhot                    | Hohhot            | 3e       | plus de 78 kg |
| 2018  | Grand Prix Cancún                    | Cancún            | 2e       | plus de 78 kg |
| 2018  | Masters mondial de judo              | Guangzhou         | 3e       | plus de 78 kg |
| 2019  | Grand Prix de Düsseldorf             | Düsseldorf        | 3e       | plus de 78 kg |
| 2019  | Grand Slam d'Ekaterinbourg           | Ekaterinbourg     | 1re      | plus de 78 kg |
| 2019  | Grand Slam de Brasilia               | Brasilia          | 2e       | plus de 78 kg |
| 2019  | Grand Slam Abu Dhabi                 | Abu Dhabi         | 3e       | plus de 78 kg |
| 2020  | Grand Slam de Budapest               | Budapest          | 3e       | plus de 78 kg |